# Traïcho Kostov
Pour les articles homonymes, voir Kostov.
Traïcho Kostov Djounev (bulgare : Трайчо Костов Джунев), né le 17 juin 1897 à Sofia (Bulgarie) et mort le 17 décembre 1949 dans la même ville, est un homme politique bulgare, dirigeant du Parti communiste bulgare.

## Biographie

### Carrière politique
Fils d'un cheminot, il fait des études de droit. Il rejoint en 1919 le Parti communiste bulgare et participe à ce titre aux activités du parti contre le royaume de Bulgarie, notamment l'insurrection du 23 septembre 1923, ce qui lui vaut d'être arrêté par la police. Lors de sa garde à vue, il saute par la fenêtre de la préfecture de police pour échapper à une séance de torture : sa colonne vertébrale est gravement atteinte, ce qui lui vaut une déformation du dos. Il reste également boiteux. 
En 1924, le régime d'extrême droite d'Alexandre Tsankov le condamne à 8 ans de prison pour avoir participé à la diffusion de la presse communiste et notamment à la publication de la Gazette des travailleurs (bg). 
En 1929, il est amnistié par le gouvernement d'Andreï Liaptchev et émigre en Union soviétique : deux ans plus tard, il retourne en Bulgarie où il s'emploie à réorganiser le Parti communiste bulgare selon le modèle stalinien. Il est ensuite, au sein du Komintern, rapporteur pour les cadres du secrétariat balkanique. En 1937, il devient Secrétaire (bg) du Comité central (bg) du Parti. Au printemps 1942, il est à nouveau arrêté avant d'être jugé dans le cadre du procès du Comité central du Parti communiste bulgare (bg) en juillet 1942. Alors même qu'il est considéré comme le véritable chef du Parti communiste bulgare par le tribunal militaire de Sofia, il échappe à la condamnation à mort (contrairement à 12 de ses coaccusés) en raison de l'intercession de son ancien camarade de classe Stanislav Balan (bg) auprès du tsar Boris III, dont il est le secrétaire personnel. 
Il est libéré peu avant l'invasion de la Bulgarie par l'Armée rouge en septembre 1944. 

### Participation au pouvoir
En octobre 1944, il contribue à organiser l'épuration sauvage avant d'organiser l'épuration judiciaire des « tribunaux populaires (en) », et planifie la destruction de l'intelligentsia « fasciste », ordonnant que soient dressées des listes de personnes à condamner en tant que « criminels de guerre ». Les « tribunaux populaires » bulgares prononcent, en cinq mois, plus de 2500 condamnations à mort.
Après la prise de pouvoir par les communistes en septembre 1944, il est le principal dirigeant du Parti, avant de devenir le bras droit de Georgi Dimitrov une fois ce dernier revenu en Bulgarie. Il devient ensuite vice-premier ministre de la république populaire de Bulgarie. Stalinien convaincu, Kostov participe activement à la mise en accusation et à la condamnation à mort de Nikola Petkov (en), dirigeant de l'Union nationale agraire bulgare. Dans les premières années du régime de la république populaire de Bulgarie, Kostov demeure un dirigeant prestigieux du Parti communiste bulgare, et des chansons sont composées en son honneur.

### Disgrâce
Après la rupture Tito-Staline, Kostov devient la cible de Joseph Staline, qui cherche à purger le bloc de l'Est des adeptes, réels ou supposés, du « communisme national ». Kostov semble également avoir, dans le cadre de la vie politique du régime, fait preuve de trop d'indépendance d'esprit, allant jusqu'à se montrer initialement favorable à la participation de la Bulgarie au plan Marshall. Valko Tchervenkov souhaite quant à lui se débarrasser d'un rival dans la succession de Dimitrov (malade, ce dernier meurt le 2 juillet 1949). En mars 1949, Kostov est exclu du politburo et demis de ses fonctions au gouvernement sur proposition de Vassil Kolarov. Les 11 et 12 juin 1949, le Comité central (bg) se réunit en plénum et décide, sur proposition de Todor Jivkov, d'exclure Kostov du Parti communiste bulgare et d'entamer une procédure de destitution pour mettre fin à son mandant de député à l'Assemblée nationale. En dépit de son immunité parlementaire, Kostov est arrêté le 21 juin 1949. Il est alors accusé d'avoir, lors de son arrestation en 1942, collaboré avec la police ; on lui reproche également d'avoir fait nommer Tito à la tête du Parti communiste yougoslave (nomination effectuée, en fait, par Dimitrov), et d'avoir partie liée avec le régime yougoslave ainsi qu'avec le Royaume-Uni.

### Torture
Kostov, en prison, est soumis à des séances de torture. Son procès suit de peu celui de László Rajk en Hongrie, et précède celui de Rudolf Slánský en Tchécoslovaquie. Du 7 au 14 décembre 1949, il passe en jugement avec dix autres membres du Parti, dont l'ancien ministre des Finances Ivan Stefanov (bg). Lors de la première audience au Club militaire central, Kostov récuse les aveux qu'il avait signés au cours de son interrogatoire de police, et nie avoir entretenu des rapports avec les services secrets britanniques comme avoir collaboré avec la police monarchiste bulgare. Sa rétractation prend le tribunal de court, et les installations qui traduisaient ses propos pour les correspondants de presse présents à l'audience tombent rapidement « en panne ». Une suspension de séance est ordonnée : à la reprise de l'audience, Kostov, visiblement malmené en coulisse par le service d'ordre, maintient sa rétractation. Les journaux bulgares ne rendent pas compte de ses propos, tandis que la presse communiste européenne dénonce son « arrogante indiscipline ». Au cours du procès, Kostov se contente ensuite d'écouter en silence les dépositions de ses coaccusés, qui avouent leurs crimes supposés, et l'accablent tous.

### Condamnation à mort
Le 14 décembre 1949, Traïcho Kostov est condamné à la peine de mort. Quatre de ses coaccusés sont condamnés à la prison à vie, trois à quinze ans, un à douze ans et un autre à huit ans. Le 17 décembre 1949, Kostov est pendu vers 2 h 30 du matin dans l'enceinte de la prison centrale de Sofia (bg) en présence du procureur Todor Tsakov, du fonctionnaire de la Cour suprême Petar Petkov et de plusieurs responsables de la prison (le directeur Georgi Tasev, le directeur adjoint Nissim Pinkas et le docteur Dimitar Raev). Après son exécution, la presse bulgare publie le texte d'une lettre censément écrite par lui avant de mourir, dans laquelle il « revient sur sa rétractation ».

### Réhabilitation et postérité
Au milieu des années 1950, les autorités bulgares commencent à reconsidérer leur attitude à l'égard des condamnés du procès Kostov (bg). À l'automne 1954, Ivan Gevrenov (bg) (ancien chef de département au ministère de l'Industrie) est gracié et libéré tandis que Vassil Ivanovski (en) bénéficie d'une remise de peine (7 ans de prison au lieu des 12 initiaux). En octobre 1955, il est finalement gracié à son tour aux côtés de Nikola Nachev (ancien adjoint de Kostov à la commission des affaires économiques et financières) et de Tsonyu Tsonchev (bg) (gouverneur de la Banque nationale de Bulgarie entre 1946 et 1949). Dans son plénum d'avril 1956 (bg), le Comité central (bg) du Parti communiste bulgare déclare, dans le cadre de la déstalinisation entamée quelques mois plus tôt, que les charges pénales retenues à l'encontre de Kostov et de ses coaccusés n'étaient pas fondées. En conséquence de cela, Kostov est réhabilité et l'ensemble des verdicts du procès sont annulés par la Cour suprême de cassation, le 1er novembre 1956. 
Sous le régime de Todor Jivkov, Todor Kostov est fait Héros du travail socialiste (bg) et son nom figure dans les manuels scolaires parmi ceux des héros tombés dans la lutte contre « le fascisme et le capitalisme ».
Son nom est cité par Jean Ferrat dans sa chanson Le Bilan, parmi ceux des victimes du stalinisme.